# Oleuropeină
Oleuropeina este un compus organic natural din clasa secoiridoidelor și polifenolilor, fiind regăsită în măslinele verzi și în uleiul de argan. Denumirea sa provine de la denumirea științifică a măslinului, Olea europaea.